# Cimetière du Céramique

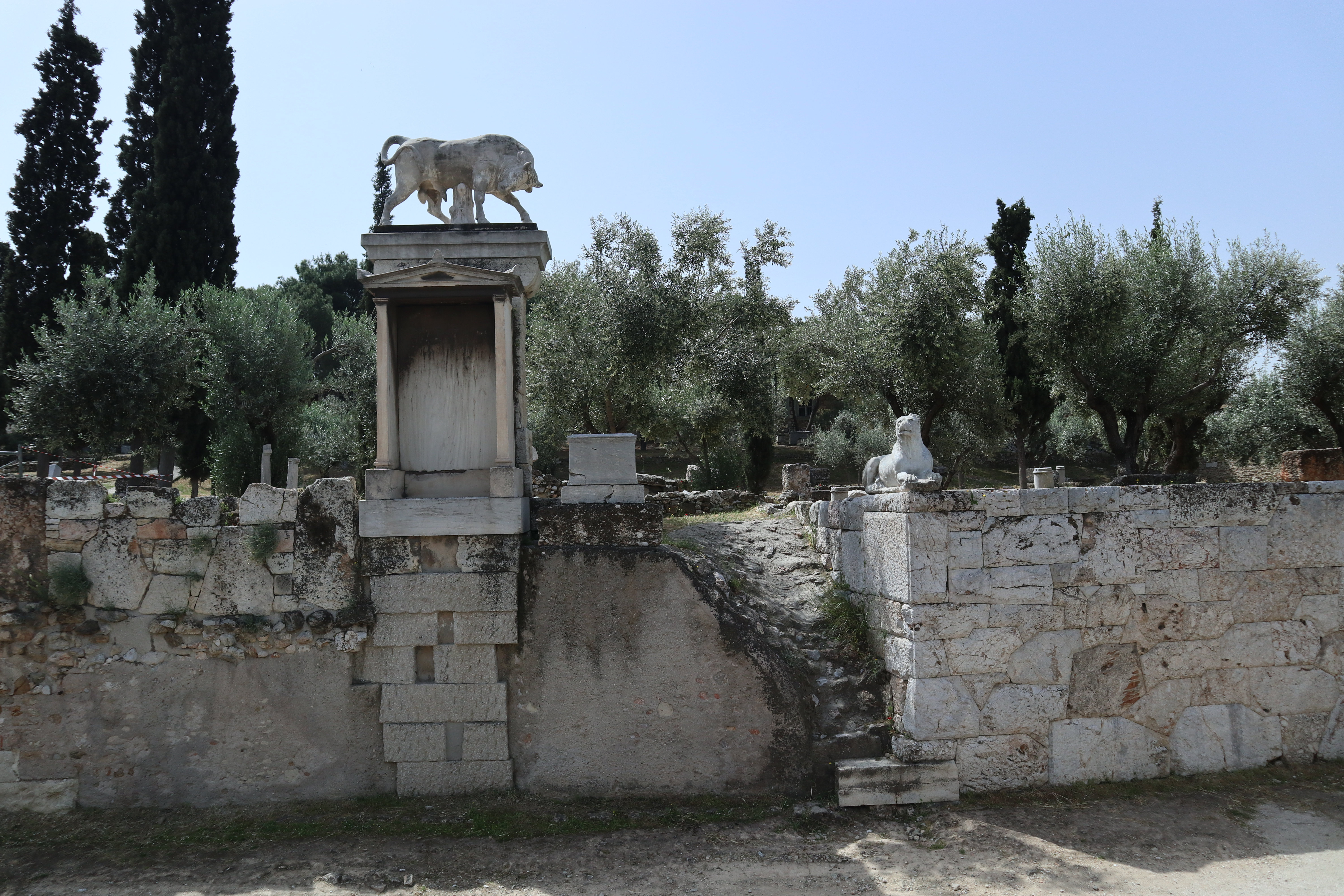
Tombes du cimetière du Céramique, le long de la Voie Sacrée qui mène à Éleusis.

Le cimetière du Céramique est un cimetière antique d'Athènes, situé à l'extérieur du Céramique (en grec ancien Κεραμεικός / Kerameikos), ancien quartier des potiers.
Les tombes sont réparties le long des deux voies qui partent de la porte du Dipylon, percée à travers le mur de Thémistocle : l'une, la Voie Sacrée, qui mène à Éleusis, l'autre se dirigeant un peu plus au nord vers l'Académie.
Ce cimetière a livré une quantité de stèles et autres monuments funéraires, visibles au Musée national archéologique d'Athènes et, sur place, au Musée archéologique du Céramique.
Le site archéologique du Céramique comprend aussi le mur de Thémistocle, le Dipylon et le Pompéion.

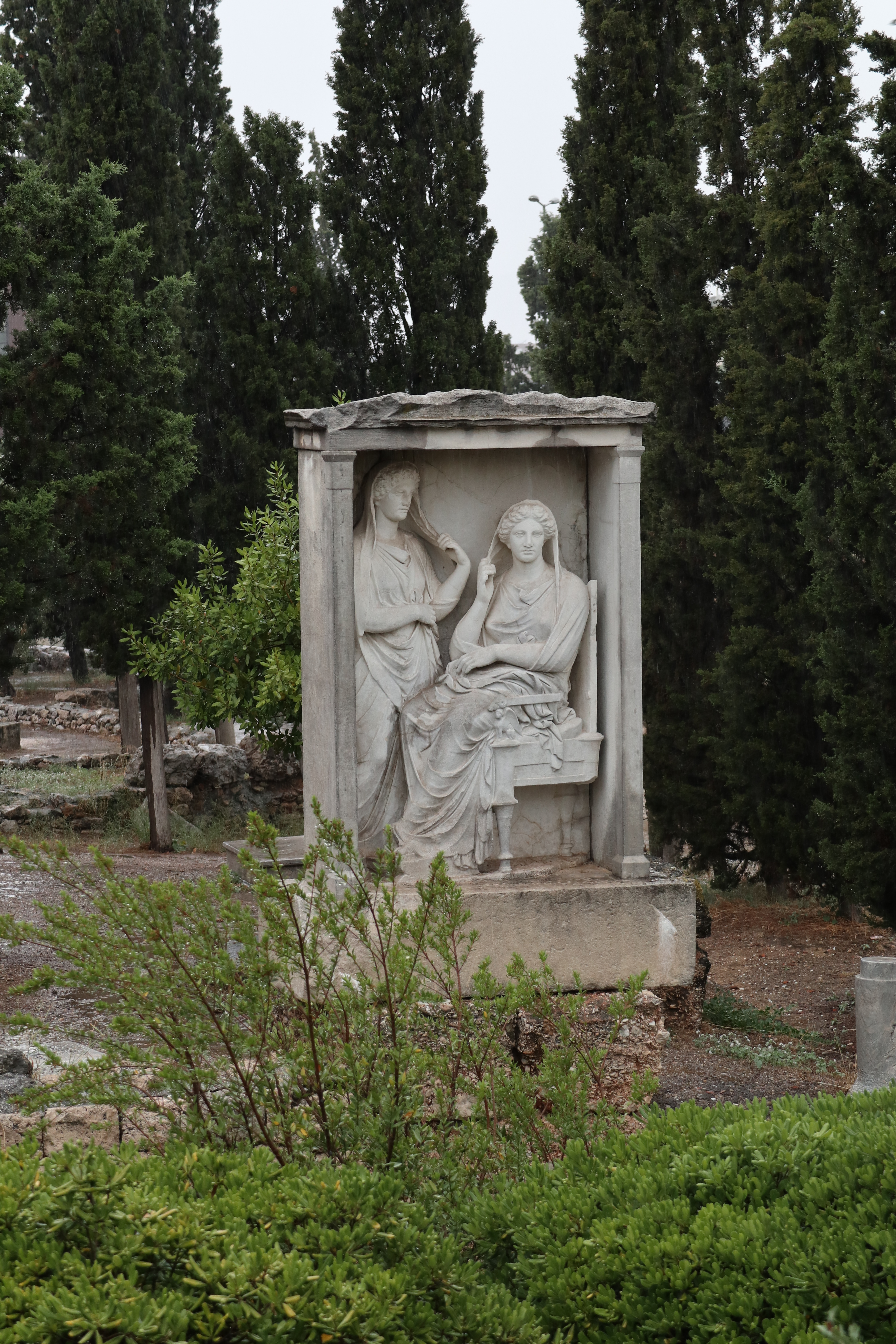
Tombe de Démétria et Pamphile, copie sur place.
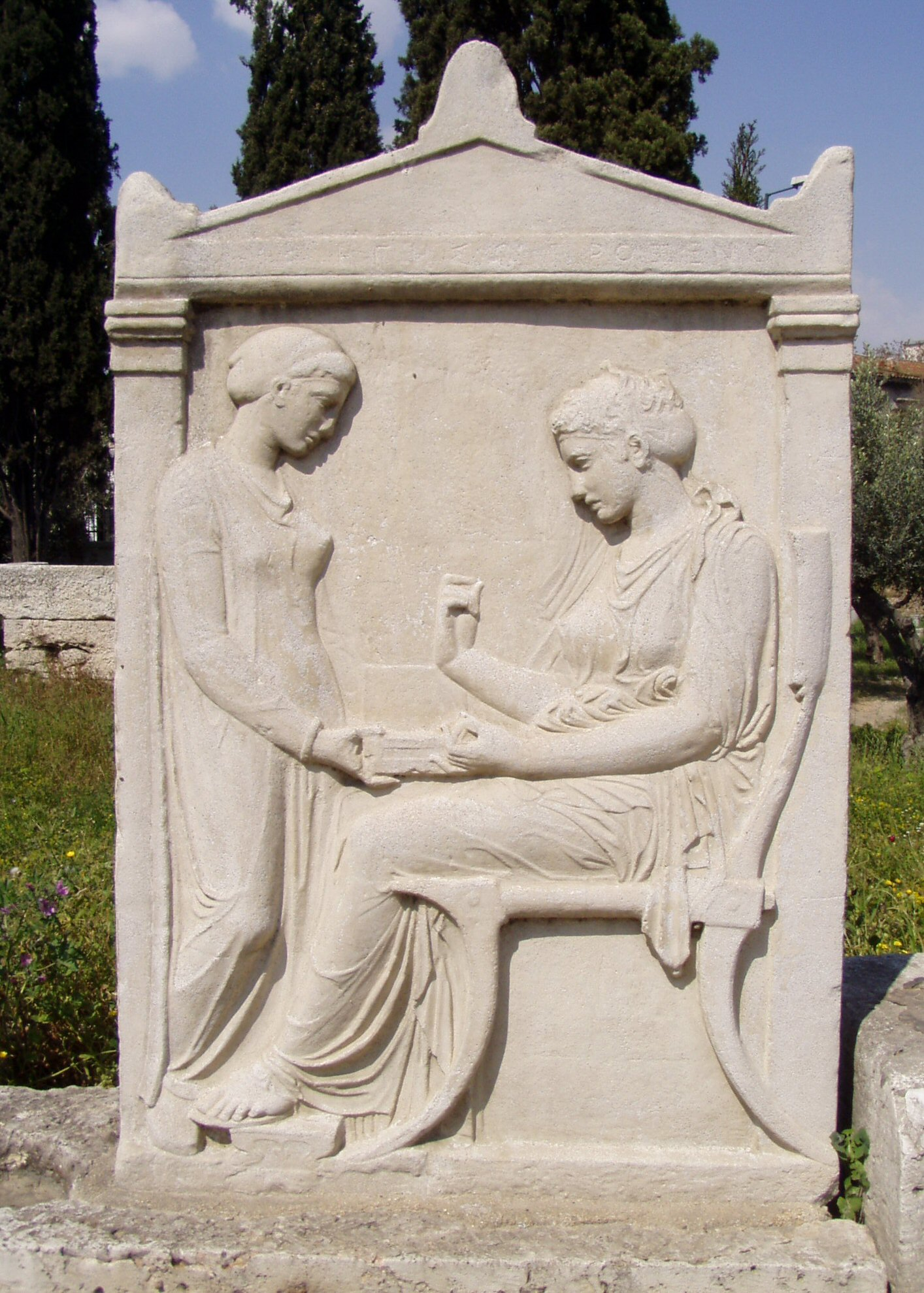
Copie de la stèle d'Hègèsô, sur place.
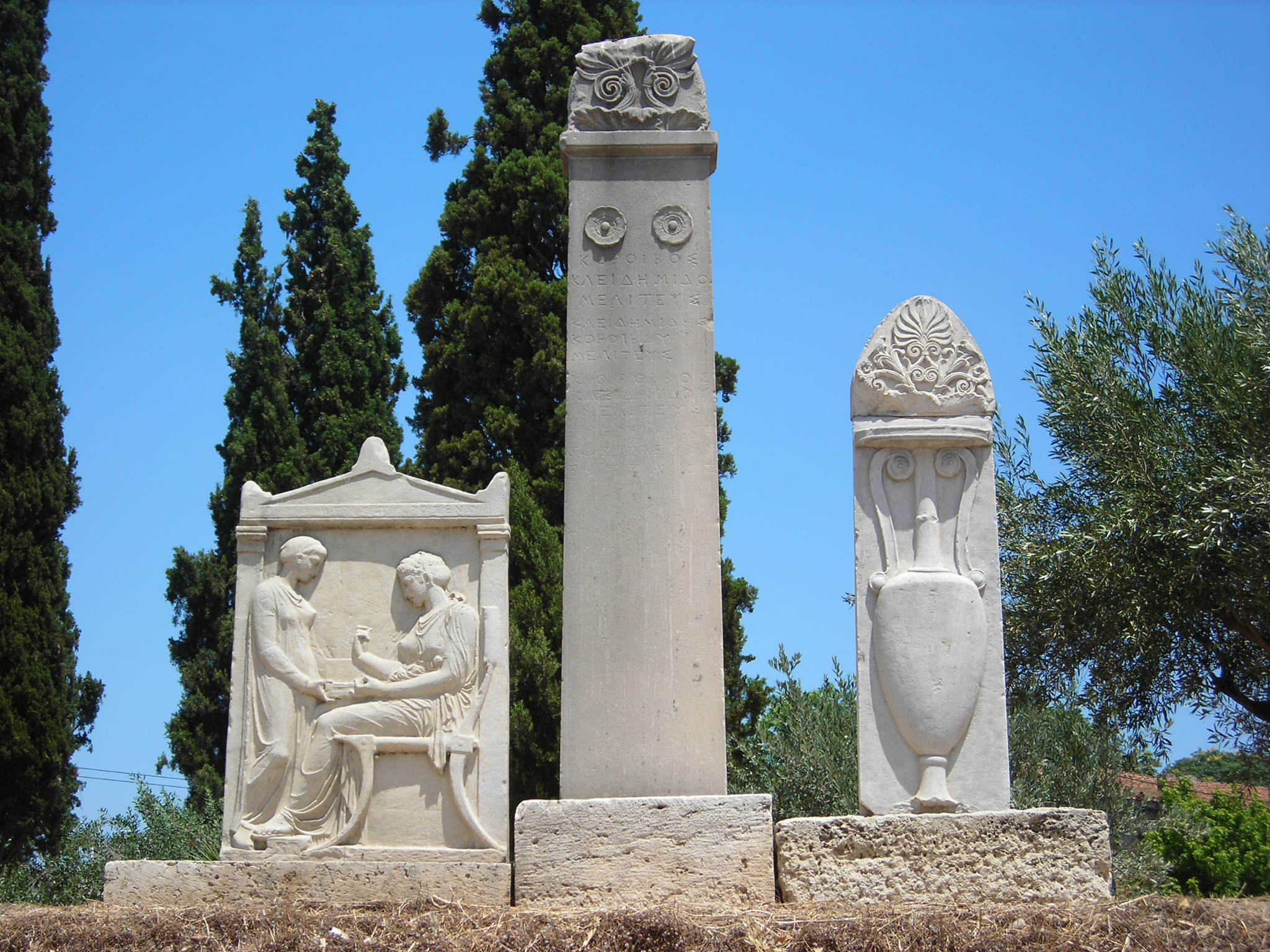
Copies des stèles d'Hégéso, fille de Proxénos, et de Koroibos.
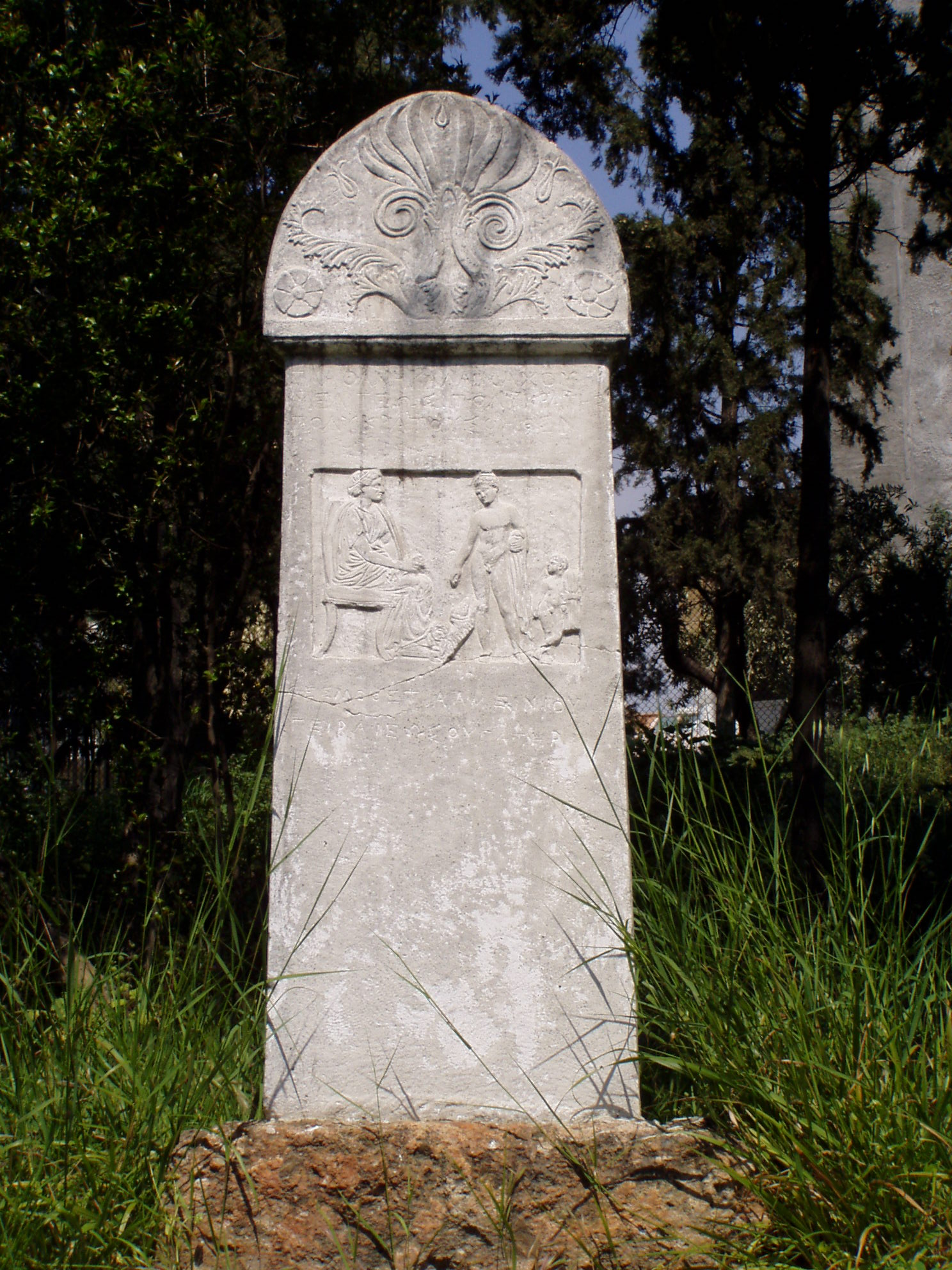
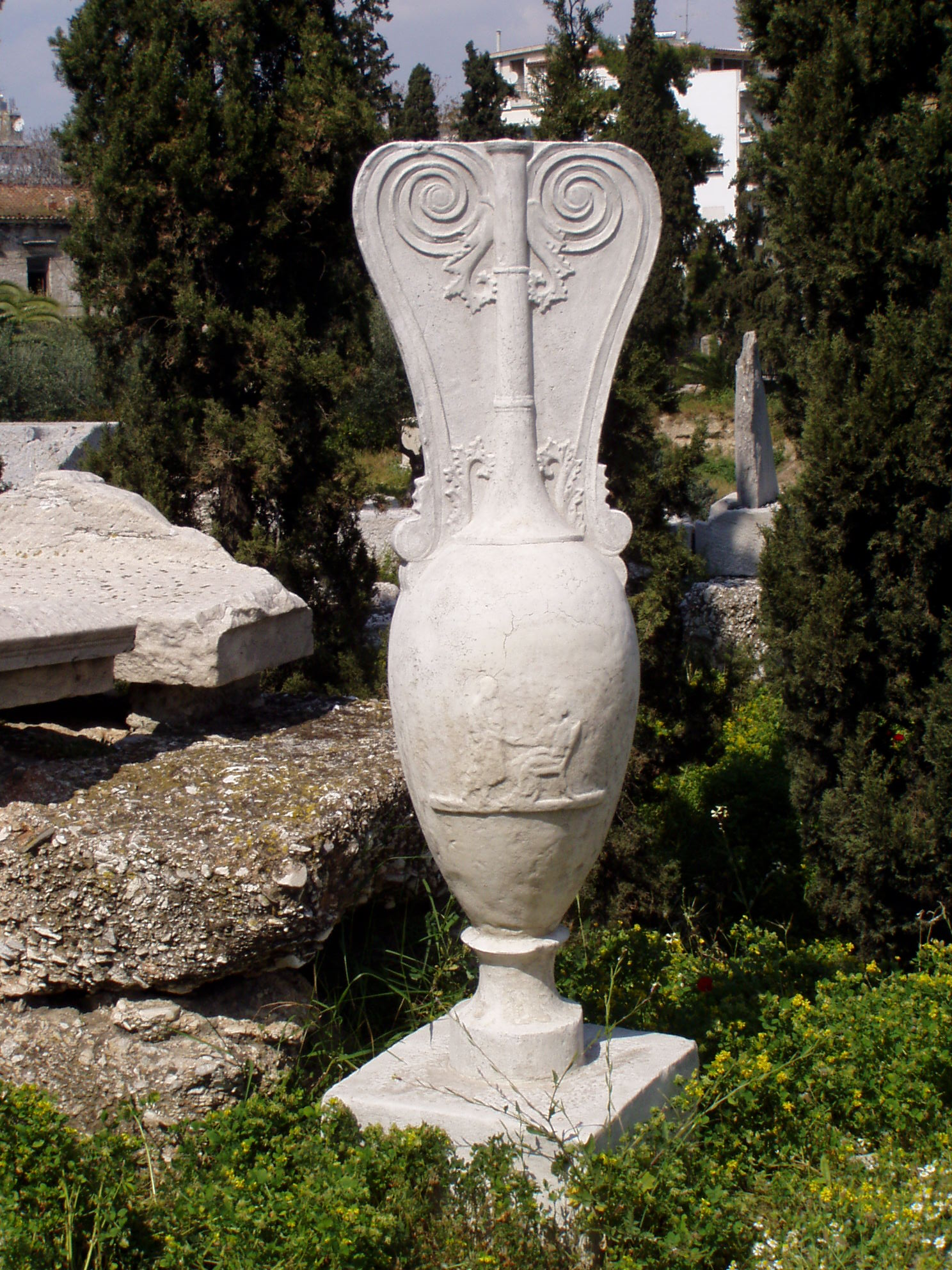
Stèle figurant un lécythe

## Tombes remarquables
| Objet | Description | Origine et datation                             |
| ----- | --- | ----------------------------------------------- |
|       | Lion de la porte Sacrée Lion funéraire archaïque de la porte Sacrée, au Céramique, lieu de sa découverte. Musée archéologique du Céramique, P1699. | Cimetière du Céramique, Athènes ca. -590 / -580 |
|       | Lion de Lysimachidès Lion funéraire, gardien de la tombe de Lysimachidès d'Acharnes. Musée archéologique du Céramique. | Cimetière du Céramique                          |
|       | Stèle d'Hégésô L'épitaphe indique : ΗΓΗΣΩ ΠΡΟΞΕΝΟΥ : « Hègèsô, fille de Proxénos ». La défunte est assise sur une chaise luxueuse. Une servante lui présente une pyxide (boîte à bijoux). Cette stèle d'exception a été souvent attribuée au sculpteur Callimaque. Musée national archéologique d'Athènes, 3624.                                                                 | Cimetière du Céramique -410/-400                |
|       | Stèle funéraire de Dexiléos (en) Stèle de Dexiléos, jeune cavalier de 20 ans, mort au combat à Corinthe en -394. Musée archéologique du Céramique, P1130. | Cimetière du Céramique -394                     |
|       | Stèle funéraire de Démétria et Pamphilè Monument funéraire du type naïskos, l'un des derniers réalisés avant la loi de Démétrios de Phalère les interdisant. L'inscription sous le fronton donne le nom des deux sœurs. Musée archéologique du Céramique, P687. | Cimetière du Céramique ca. -325 / -310          |
| P689  | Taureau funéraire de la tombe de Dionysios de Kollytos Statue funéraire en marbre, placée sur un socle derrière un naiskos indiquant le nom et la fonction du défunt : Dionysios, fils d'Alphinos, du dème de Kollytos, voisin du Céramique, était employé sur l'île de Samos comme trésorier de l'Héraion, dans les années -346 / -340. Musée archéologique du Céramique, P689. | Cimetière du Céramique ca. -345 / -340          |